# Muret-le-Château
Muret-le-Château ist eine französische Gemeinde im Département Aveyron in der Region Okzitanien mit 365 Einwohnern (Stand 1. Januar 2022). 

## Sehenswürdigkeiten
Sehenswürdigkeiten sind das mittelalterliche Schloss und die Kirche Saint Vincent aus dem 17. Jahrhundert mit einem Taufstein aus dem 13. oder 14. Jahrhundert und einem geschnitzten Kruzifix vom Ende des 15. Jahrhunderts. 

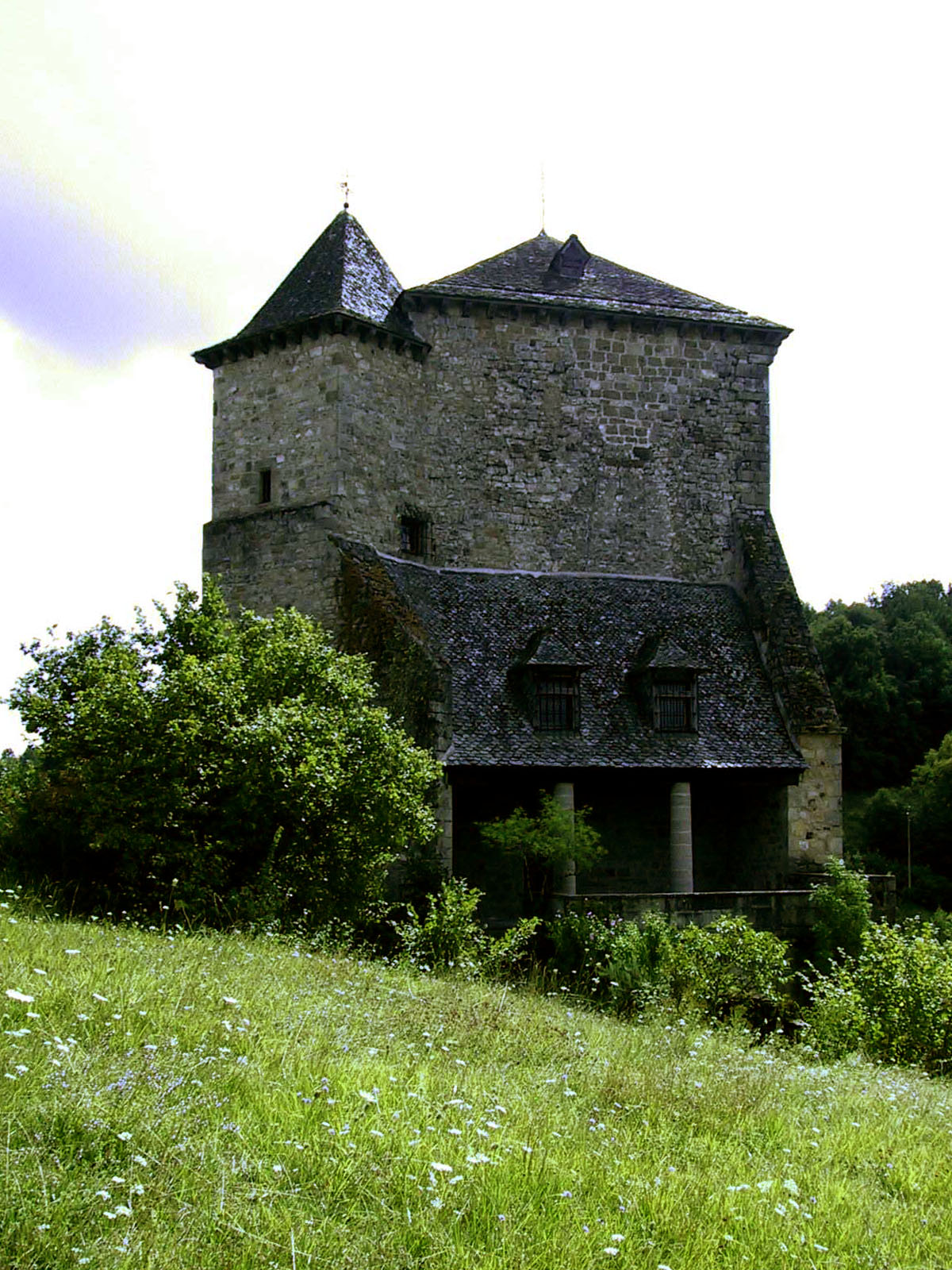
Muret-le-Chateau

## Bevölkerungsentwicklung
| Jahr                       | 1962 | 1968 | 1975 | 1982 | 1990 | 1999 | 2009 | 2016 |
| Einwohner                  | 294  | 260  | 207  | 208  | 263  | 272  | 335  | 346  |
| Quellen: Cassini und INSEE |      |      |      |      |      |      |      |      |